# مقاومت در برابر بیماری در میوه‌ها و سبزیجات
در باغ‌ها، برای مقابله با آفات (یعنی حشرات و جانورانی که به گیاهان پرورشی آسیب می‌رسانند) و بیماری‌ها، چندین روش دفاعی وجود دارد که با توجه به جنبه‌های علمی، می‌توان آن‌ها را مورد بررسی قرار داد. از جمله این روش‌ها می‌توان به پرورش بهینه گیاهان، حفظ سلامت خاک، و رعایت استانداردهای بهداشتی باغاشاره کرد. در هر حال، این مهم است که بوم‌سازگان باغ چقدر همواره سالم و متنوع باشد، همچنان به‌طور معمول میزانی از بیماری‌ها و حشرات وجود دارند.
از نظر علمی، برخی از جمعیت‌های بیماری‌زا در باغ می‌توانند قابل قبول و حتی مطلوب باشند، زیرا نشان‌دهندهٔ یک محیط سالم و تنوع آفرین هستند و باعث ایجاد مصونیت در برابر تأثیرات مخرب می‌شوند. این وضعیت به‌ویژه در یک رژیم چندکشتی متعادل و متناسب اهمیت دارد. در واقع، اکثر گیاهان پرورشی به‌دلیل مقاومت خود در برابر آفات و بیماری‌ها انتخاب می‌شوند و این طبیعی است که ترجیح می‌دهیم گیاهان ما آسیب نبینند. اما با این حال، کشاورزان باید در نظر داشته باشند که استفاده از محصولات شیمیایی و سموم زیاد نیز می‌تواند تأثیرات نامطلوبی بر روی محیط زیست داشته باشد؛ بنابراین، بهبود روش‌های طبیعی دفاعی، بهترین راه برای تحقق تعادل بین کاهش آفات و افزایش تنوع و سلامت باغ است.
تحقیقات ژنتیکی و اصلاح نژاد یکی از مهم‌ترین راه‌ها برای توسعه گیاهان مقاوم و ایمن در برابر آفات و بیماری‌ها است. این تحقیقات با هدف بهبود خصوصیات ژنتیکی گیاهان، انتخاب مواد ژنتیکی مناسب و ایجاد واریته‌های تجاری به‌منظور مقابله با چالش‌های بیماری‌زایی انجام می‌شود.
جستجو و انتخاب مواد ژنتیکی مناسب از منابع موجود در طبیعت یا داخل ذخایر ژنتیکی، اجازه می‌دهد تا ارقام با ویژگی‌های مقاومت به آفات و بیماری‌ها پیدا و از آن‌ها استفاده شود. با استفاده از تکنیک‌های ژنتیکی، این ویژگی‌ها به واریته‌های تجاری اضافه می‌شوند تا گیاهانی با عملکرد بهتر و مقاومت بهتر در برابر بیماری‌ها تولید شود.

## مثال: سیب
تحقیقات گسترده در زمینه ایجاد مقاومت در سیب در برابر بیماری‌ها و آفات، از جمله لکه سیاه سیب (Venturia inaequalis)، سفیدک سطحی، آتشک باغات، شته خونی یا مویی سیب و پوسیدگی طوقه، در حال انجام است. از منابع اصلی مواد ژنتیکی برای ایجاد مقاومت در سیب، سیب زینتی ژاپنی (Malus floribunda) استفاده می‌شود که از آن ژن Vf جهت ایجاد مقاومت در برابر لکه سیاه بهره‌برداری شده‌است.
اکثر ارقام سیب مقاوم به لکه سیاه از ژن Vf حمل می‌کنند؛ اما برخی از انتخاب‌ها حامل ژن‌های Vr یا Vm هستند که از سایر گونه‌های Malus مانند M. pumila و M. micromalus به‌دست آمده‌اند. همچنین، برای مقاومت در برابر سفیدک سطحی نیز از گونه‌های دیگری مانند Malus × robusta و Malus × zumi بهره‌برداری شده‌است که ژن‌های Pl1 و Pl2 را در خود جای داده‌اند.
با استفاده از این تحقیقات و اصلاح نژاد، رقم‌های مقاوم و با ویژگی‌های بهبود یافته‌ای برای مقابله با بیماری‌ها و آفات تولید می‌شوند. به عنوان مثال، رقم سیب جاسوس شمالی "Northern Spy" که از ابتدای قرن حاضر در ایجاد پایه‌های مقاوم به شته‌های خونی استفاده شده‌است، همچنین مقاومت بسیاری در برابر پوسیدگی طوقه دارد و به عنوان یک والد پرورش دهنده مفید به‌شمار می‌آید.

## مقاومت و مصونیت
بعضی از گیاهان قادرند تعداد زیادی از حشرات را بدون اینکه به شدت تحت تأثیر قرار گیرند، تحمل کنند. این واقعیت البته قابل قبول نیست، زیرا حشرات همچنان می‌توانند آسیب‌هایی به گیاهان وارد کنند، و در واقع، از پرورش و گسترش جمعیت گونه‌های آفت حمایت می‌شود. از سوی دیگر، برخی گیاهان کمترین جذابیت را برای آفات دارند، اما حفظ یا ترویج این خصوصیت می‌تواند به‌طور معمول دشوار باشد.
ارزشمندترین شکل مقاومت یک گیاه در هنگامی است که آفت نمی‌تواند به‌طور مؤثری روی یک واریته زنده بماند. در برخی موارد، این می‌تواند سبب مصونیت گیاهان در برابر حملات شود، به‌عنوان مثال کاهوهای "Avoncrisp" و "Avondefiance" که در مؤسسه تحقیقات باغبانی وللزبورن در دهه ۱۹۶۰ توسعه یافته‌اند. این گونه‌ها به شدت مقاوم به شته ریشه کاهو (پمفیگوس بورس اریوس) هستند. این ویژگی‌ها می‌تواند در حفظ گیاهان از آسیب‌های جدی ناشی از حشرات آفت و بیماری‌ها بسیار مؤثر باشد.

### اصلاح نژاد برای مقاومت
در برخی موارد ممکن است یک تعادل بین مقاومت به بیماری‌ها و سایر ویژگی‌های گیاهی وجود داشته باشد. گونه‌هایی که مقاومت یا ایمنی بیشتری دارند، ممکن است کیفیت‌های دیگری مانند طعم، عملکرد یا کیفیت را به‌طور قابل توجهی کاهش دهند. به‌عنوان مثال، کرفس مقاوم به قارچ فیوزاریم آکسیسپورم (Fusarium oxysporum) ممکن است از این بیماری محافظت شود، اما به‌صورت غیرقابل قبولی ممکن است کوتاه‌تر شوند و عملکرد آن کاهش یابد.
گیاهان ممکن است به‌طور مختلفی به بیماری‌ها و آفات حساس یا مقاوم باشند؛ یعنی رقمی که مقاوم به یک بیماری است، ممکن است در برابر بیماری دیگر حساس باشد، و بالعکس. این ویژگی‌ها به عنوان تعدادی از عوامل ژنتیکی و محیطی، و همچنین تعاملات بین گیاهان و آفات و بیماری‌ها، تعیین می‌شوند. برای مثال، یک رقم کاهو ممکن است مقاوم به ویروس موزاییک باشد، اما به بیماری ریشه چوب پنبه‌ای حساس باشد.
یا رقم دیگری که مقاومت به بیماری ریشه چوب پنبه ای دارد، ممکن است در برابر سفیدک کرکی حساس باشد. این نشان می‌دهد که هر رقم گیاهی می‌تواند ویژگی‌های مختلفی را نسبت به آفات و بیماری‌ها نشان دهد و انتخاب رقم مناسب برای هر منطقه و شرایط محیطی ممکن است تغییر کند. یکی از مشکلاتی که ممکن است در مقاومت گیاهان به بیماری‌ها و آفات به‌وجود آید، این است که مقاومت گاهی نمی‌تواند به‌صورت طولانی مدت باقی بماند. این اتفاق ممکن است به دلیل توسعه سویه‌های جدید و قویتر بیماری‌زا باشد که می‌توانند مقاومت گیاهی را مغلوب کنند. این فرایند به نام «پدیده شکست مقاومت» شناخته می‌شود.
با این حال، گاهی اوقات ممکن است یک معاوضه وجود داشته باشد، زیرا آن دسته از گونه‌هایی که ایمنی یا مقاومت بیشتری دارند ممکن است کیفیت‌های دیگری مانند طعم، عملکرد یا کیفیت نداشته باشند. کرفس مقاوم به قارچ (Fusarium oxysporum) ممکن است تسلیم این بیماری نشود، اما ممکن است به‌طور غیرقابل قبولی کوتاه، دنده و کم بازده باشد.

### در دسترس بودن انواع مقاوم
انواع مقاوم برای همه محصولات در دسترس نیست. برای بسیاری از آسیب رسان‌ترین بیماری‌های گیاهی، مانند سوختگی سیب زمینی (Phytophthora infestans) و پوسیدگی سفید (Sclerotic cepivorum) از جنس Allium، هنوز ارقام مقاوم قابل قبولی در دسترس نیست.
علاوه بر این، شرکت‌های تجاری بذر و پرورش دهندگان نباتات به ندرت منابع را برای توسعه ارقام مقاوم برای محصولات جزئی یا ویژه سرمایه‌گذاری می‌کنند، که اغلب تمایل بیشتری برای پرورش دهندگان ارگانیک دارند. توسعه ارقام مقاوم به بیماری‌ها و آفات برای همه محصولات چالش‌هایی دارد و این ارقام برای برخی از بیماری‌ها هنوز در دسترس نیستند. برای برخی از آفات مخصوصاً که بسیار خسارت‌زا هستند، مانند سوختگی سیب زمینی (Phytophthora infestans) و پوسیدگی سفید ریشه سیر (Sclerotium cepivorum)، ارقام مقاوم مناسب و کارآمدی به‌طور کامل پیدا نشده‌اند.
همچنین، توسعه ارقام مقاوم به بیماری‌ها و آفات نیازمند منابع مالی و زمانی بسیار زیادی است. شرکت‌های تجاری بذر و پرورش‌دهندگان نباتات اغلب به دلیل هزینه‌های بالای تحقیق و پرورش ارقام مقاوم، ممکن است تمایل بیشتری به سرمایه‌گذاری در پرورش ارقام با عملکرد بالا و بازدهی سریع داشته باشند.
انتخاب گونه‌های مقاوم به عنوان بخشی از استراتژی کلی مدیریت یکپارچه آفات، به‌ویژه در برابر بیماری‌های ویروسی، می‌تواند مفید باشد. مقاومت به‌طور کامل حفاظت کامل محصول را تضمین نمی‌کند؛ اما استفاده از گونه‌های مقاوم می‌تواند در کاهش خطر آفات و بیماری‌ها در مواردی که خطر آن‌ها زیاد است، مؤثر باشد.